# Bucculatrix crescentella
Bucculatrix crescentella är en fjärilsart som beskrevs av Braun 1916. Bucculatrix crescentella ingår i släktet Bucculatrix och familjen kronmalar. Inga underarter finns listade i Catalogue of Life.